# احتجاجات البصرة 2018
احتجاجات البصرة 2018 هي احتجاجات واسعة النطاق انطلقت في 3 سبتمبر 2018 في البصرة، على إثر تسمم آلاف الأشخاص من جراء تلوث مياه الشرب ومطالبات بتحسين واقع الخدمات العامة وخصوصاً الماء والكهرباء. أسفرت هذه الاحتجاجات عن سقوط 10 قتلى، مما زاد من وتيرة الاحتجاجات في البصرة. وأيد بعض السياسيين هذه الاحتجاجات منهم مقتدى الصدر.

## حرق القنصلية الإيرانية
في اليوم الخامس للاحتجاجات تجمهر آلاف المتظاهرين أمام القنصلية الإيرانية في البصرة واقتحم مئات منهم القنصلية بعد محاصرتها لعدة ساعات ومن ثم حرقها. ودعت إيران رعاياها إلى مغادرة البصرة فوراً.

## أحداث الاحتجاجات

### 3 سبتمبر
- مقتل المتظاهر «مكي ياسر عاشور الكعبي» إثر تعذيبه ورميه بالرصاص على يد القوات الأمنية التي فضت التظاهرة وسط البصرة.[4]

### 4 سبتمبر
- مقتل خمسة متظاهرين رمياً برصاص القوات الأمنية التي فضت التظاهرات قرب ديوان محافظة البصرة و68 جريحا، منهم 41 مدني و27 من القوات الأمنية.[5] والمتظاهرون يحرقون مبنى ديوان محافظة البصرة.[6][7]

### 5 سبتمبر
- تجدد المظاهرات في البصرة والمتظاهرون يحرقون مبنى بلديات البصرة.[8][9] ويحرقون مبنى محافظة البصرة للمرة الثانية وإغلاق ميناء أم قصر بعد تجمع محتجين.[10]
- مقتل متظاهر وإصابة 25 اخرين ليرتفع عدد قتلى التظاهرات إلى 7 خلال 3 أيام.[11]

### 6 سبتمبر
- مقتل اثنين من المتظاهرين والقوات الأمنية تلغي حظر التجول في البصرة.[12]
- المتظاهرون يحرقون مقرات عدّة أحزاب بما في ذلك منظمة بدر، المجلس الأعلى الإسلامي، حزب الدعوة، الحزب الإسلامي، تيار الحكمة، كتائب سيد الشهداء، حزب الفضيلة، عصائب أهل الحق، حركة إرادة، حركة النجباء، حركة الخرساني، أنصار الله الأوفياء، حزب الله، حركة ثأر الله والبدلاء.[13][14][15][16][17]
- حرق المتظاهرين لدار استراحة المحافظ ومكتب النائب فالح الخزعلي،[18] ومكاتب قناة العراقية وقناة الغدير وقناة الفرات في البصرة.

### 7 سبتمبر
- المتظاهرين يحرقون القنصلية الإيرانية في البصرة.
- مقتل 3 متظاهرين اصيبوا بإطلاقات نارية بمنطقة الرأس،[19] وسقوط 50 جريحا (26 أصيبوا بطلق ناري وواحد بحالة اختناق) في البصرة.[20]
- المتظاهرون يحرقون منزل النائبة السابقة (عواطف نعمة) في الزبير.[21] ومكتب حزب الدعوة في الزبير.[22]